# Paula Mollenhauer
Paula Mollenhauer (née le 22 décembre 1908 à Hambourg et décédée le 7 juillet 1988 dans la même ville) est une athlète allemande spécialiste du lancer du disque. Affiliée au SC Victoria Hambourg puis au ETV - Hambourg, elle mesurait 1,75 m pour 82 kg.

## Biographie

### Palmarès
| Date | Compétition           | Lieu      | Résultat | Performance |
| ---- | --------------------- | --------- | -------- | ----------- |
| 1932 | Jeux olympiques d'été | Amsterdam | 12e      | 30,94 m     |
| 1936 | Jeux olympiques d'été | Berlin    | 3e       | 39,80 m     |
| 1938 | Championnats d'Europe | Vienne    | 3e       | 39,81 m     |

### Records
| Épreuve          | Performance | Lieu | Date |
| ---------------- | ----------- | ---- | ---- |
| Lancer du disque | 43,58 m     |      | 1939 |